# Floriade 2022
Floriade Expo 2022 was een tuinbouwtentoonstelling die van 14 april tot en met 9 oktober 2022 in de Nederlandse stad Almere plaatsvond. Het thema was Growing Green Cities, waarbij voorbeelden werden gegeven om steden groener, gezonder en fijner om in te wonen te maken. De expo kenmerkte zich door tegenvallende bezoekersaantallen en hogere kosten. Het financieel tekort voor de gemeente Almere werd in april 2025 berekend op 128,9 miljoen euro. Met 701.494 bezoekers werd het beoogde aantal van meer dan twee miljoen bij verre niet gehaald.
Het expoterrein lag aan de zuidkant van het Weerwater, voor het grootste deel ten noorden van de A6, slechts een klein aantal tuinen lag ten zuiden van de A6. Het internationaal georiënteerde evenement was de 7e Floriade in Nederland en tegelijk de 23e editie van de wereldtuinbouwtentoonstelling International Association of Horticultural Producers (AIPH). Er waren geen kandidaten die een volgende Floriade wilden organiseren. In 2023 werd mede om deze reden besloten er geen meer te houden. De Floriade Nederland werd sinds 1960 elke tien jaar in een Nederlandse plaats gehouden. 

## Geschiedenis

### Kandidaatstelling
Voor de Floriade 2022 werd in september 2011 de kandidatuur opengesteld. Tot aan de sluitingsdatum van 1 december 2011 meldden zich zeven kandidaten aan: de regio Rivierengebied, de regio Noord-Holland Noord (regio West-Friesland), de gemeente Almere, de gemeente Amsterdam, de regio Boskoop, de gemeente Groningen en de Coöperatie Flevoland 2022 uit Lelystad.
De organiserende Nederlandse Tuinbouwraad (NTR) besloot na een eerste selectieronde om aan vier kandidaten te vragen een bidbook (biedboek) te maken waarin de plannen verder werden uitgewerkt. Dit bidbook moest uiterlijk 1 juli 2012 worden ingeleverd.
De vier overgebleven kandidaten voor de Floriade 2022 waren:
- Almere
- Amsterdam[2]
- regio Boskoop
- gemeente Groningen

Tijdens een bijeenkomst op het Kasteel Keukenhof in Lisse op 24 september 2012 maakte de NTR (licentiehouder en medeorganisator van Floriade Expo 2022) bekend dat de organisatie van Floriade 2022 aan Almere werd toegewezen. Op 15 november 2017 werd de Floriade 2022 door het Bureau International des Expositions officieel erkend als tuinbouwtentoonstelling.

### Aanleg

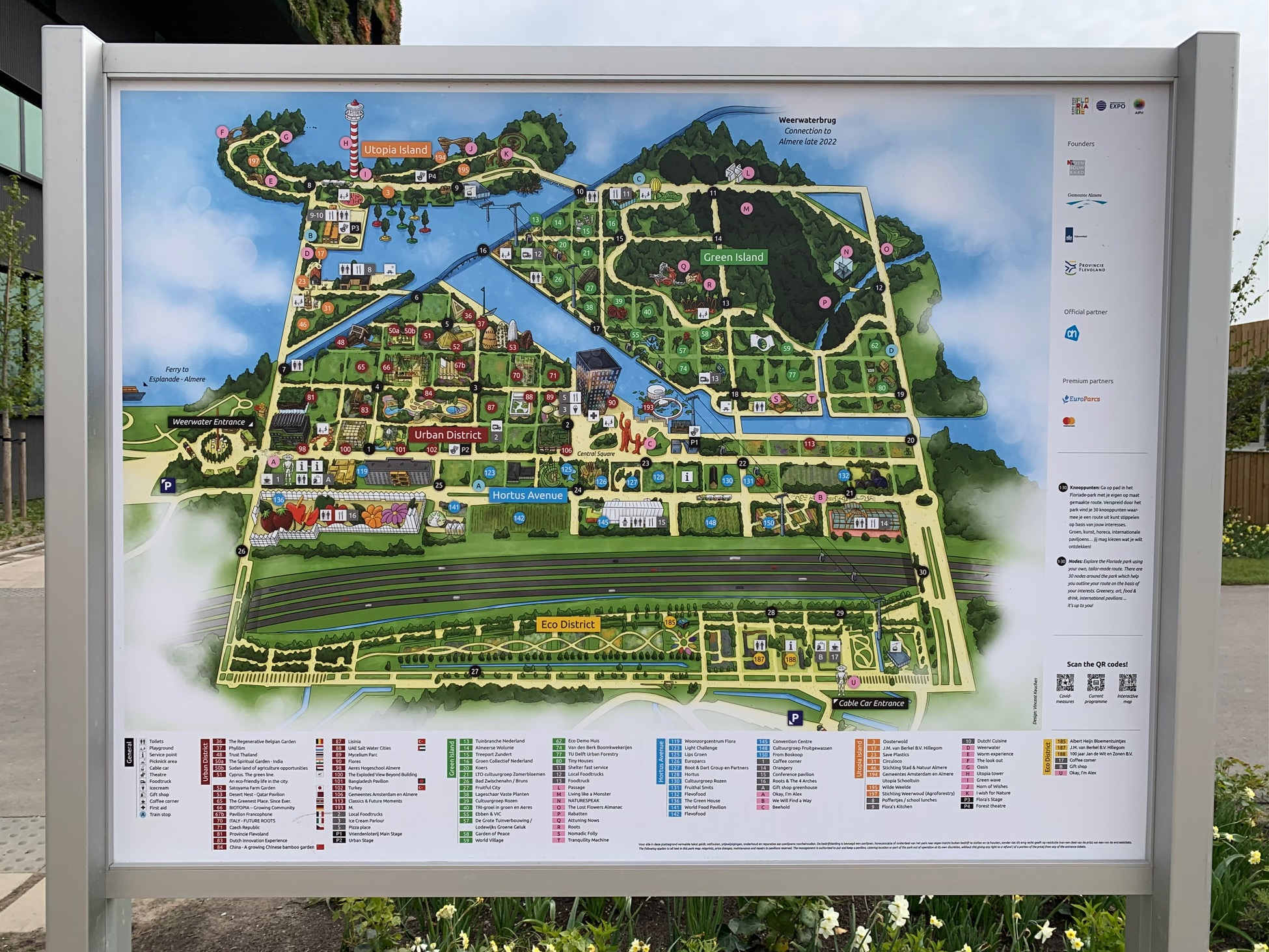
Kaart van Floriade Expo 2022

Op 14 februari 2019 werd symbolisch gestart met de aanleg van het Floriadeterrein. Betrokkenen (Marieke Mentink, directeur bij bouwer Dura Vermeer; Heleen Aarts, algemeen directeur ontwikkelaar Amvest; Loes Ypma, wethouder Floriade, Almere en Peter Verdaasdonk, directeur van de Floriade Almere 2022) bouwden een hek om een Prunus avium op het terrein. Met de aanleg van het terrein werd in februari 2020 gestart door Amvest en Dura Vermeer. Op het expoterrein van zestig hectare werden verkeerswegen, bruggen, i-Streets (met showcasewoningen, innovatie-huizen), internationale en Nederlandse landenpaviljoens met vierhonderd deelnemers, restaurants en andere voorzieningen aangelegd. Voor de eerste fase van het ontwerpen van de paviljoens waren Design Erick van Egeraat, Paul de Ruiter Architects, René van Zuuk Architekten, SeARCH en Studio RAP verantwoordelijk. Het masterplan kwam van MVRDV.
Het watersportcentrum – tevens duikschool en jachthaven – en de ernaast gelegen camping moesten voor het project wijken. Camping Waterhout verhuisde van het Weerwater naar het gebied van de Noorderplassen in Almere. Haddock Watersport werd verplaatst naar het surfstrand bij Almere Haven aan het Gooimeer. Als onderdeel van de Floriade Nederland werd een kabelbaan met gesloten cabines gebouwd, die onder meer over de A6 heen gaat. Deze was voorafgaand aan de Floriade van 17 juli tot en met 26 september 2021 vier dagen per week in bedrijf als onderdeel van het Floriade Preview-programma. Na de Floriade ging de kabelbaan naar de Duitse versie van de Floriade, de Bundesgartenschau die in 2023 plaatsvond in Mannheim.

### Miljoenenverlies
Vooraf werd gerekend op een totaal van 2 à 2,3 miljoen bezoekers. Het evenement zou bij 2,8 miljoen bezoekers quitte gespeeld hebben. Uiteindelijk bezochten slechts 685.189 mensen de Floriade. Bij de sluiting van de Floriade op 9 oktober 2022 ging het totale verlies voor Almere richting de 100 miljoen euro. Van € 85 miljoen was op de sluitingsdag al zeker dat de gemeente die nooit meer terug zou zien. Op 25 april 2023 maakten burgemeester en wethouders van Almere bekend dat de Floriade 2022 eindigt met een geraamd tekort van 103,3 miljoen euro.
In de eerste tien weken waren er 232.500 bezoekers, terwijl de organisatie drie keer zoveel had begroot. De organisatie weet het lage bezoekersaantal onder meer aan de coronapandemie, waardoor het gedrag van Nederlanders zou zijn veranderd: men zoekt op een vrije dag liever familie en vrienden op dan naar een dagattractie te gaan. Ook de prijs van de toegangskaarten — oplopend tot € 35 — werd genoemd als oorzaak. Verder was in het park bij de opening nog niet alles af. 
Op 23 juni 2022 boden alle wethouders van Almere hun ontslag aan wegens de nijpende financiële situatie van de Floriade. Aftredend wethouder van financiën Julius Lindenbergh (VVD) kondigde aan dat de tentoonstelling vervroegd zou moeten sluiten als geen geld beschikbaar zou komen. In april 2023 verklaarde de NTR dat er geen nieuwe Floriades meer gehouden worden. Er hadden zich geen kandidaten gemeld voor het organiseren van een nieuwe versie. De organisatie noemde verder het concept achterhaald en stelde dat het "organiseren van een dergelijk tijdelijk evenement steeds complexer en daardoor duurder én risicovoller (is) geworden".
Op 4 november 2024 begon de gemeenteraad van Almere met een raadsenquête om de problematiek rondom de Floriade te onderzoeken. De betrokken projectontwikkelaar Weerwater CV liet weten niet bij de openbare hoorzittingen te willen verschijnen. Weerwater CV had wel meegewerkt aan het vooronderzoek van de enquête.
Op 10 april 2025 werd het eindrapport van de raadsenquête gepresenteerd. Toen pas bleek dat de verlieskosten voor de gemeente Almere 128,9 miljoen euro bedroegen. Bij de aanvang van de voorbereidingen had de gemeente op niet meer dan zeventien miljoen euro kosten gerekend (tien miljoen euro was beschikbaar gesteld en zeven miljoen euro was ingeschat als onvoorzien).  Volgens het eindrapport bezochten 701.494 bezoekers de Floriade.

## De tentoonstelling
De Floriade werd op 13 april 2022 geopend door koning Willem-Alexander. Na diverse toespraken in het conferentie paviljoen reden de koning en zijn gevolg naar de grote kas, waarna hij verschillende paviljoens bezocht. De openingshandeling vond daarna plaats op het “Central square” door een laatste stukje in de plattegrond van het terrein te plaatsen.
Op 14 april 2022 kon ook het publiek via de ingangen aan het Weerwater en bij de Zuidpunt het terrein op. Daarnaast waren er ook ingangen voor bewoners van het zorgcentrum en studenten van Aeres, alsmede voor personeel. Tussen de Zuidpunt en Utopia Island was een kabelbaan voor de bezoekers. Het terrein was opgedeeld in vijf gebieden:
- Utopia Island
- Green Island
- Urban District
- Hortus Avenue
- Eco District

In alle gebieden waren horeca en sanitaire voorzieningen beschikbaar voor de bezoekers.
Als afsluiting van de Floriade vond van 7 tot en met 16 oktober rond het Weerwater het lichtkunstfestival Alluminous plaats, een wandelroute waarbij acht lichtkunstwerken getoond werden. Dit werd gecombineerd met twee Alluminious Videomapping-weekends van 7 t/m 9 oktober en 14 t/m 16 oktober, waarbij zes videoprojecties en interactieve lichttekeningen te zien waren in het centrum van Almere. Dit lichtkunstfestival keerde in 2023 terug. Uiteindelijk werd besloten het jaarlijks te laten terugkeren als de scholen herfstvakantie hebben.  

### Utopia Island
Het Utopia Island was een bestaand gebied aan de noordkant van het terrein waar rond de uitzichttoren vooral ecologische thema's belicht werden. Verder lag aan de westkant een van de grote restaurants en in het midden het noordelijke kabelbaanstation. Aan de oostzijde werd afgezien van de ontworpen rechte brug die onderdeel moest worden van Arboretum noord. Nadat een beverburcht was ontdekt werd een slingervormige brug naar Green Island om de bevers heen gebouwd.
Op het eiland Utopia ligt een agroforestry perceel, een teeltsysteem waarbij bomen worden gecombineerd met landbouw op hetzelfde perceel. Deze mengteelt is een eeuwenoude vorm van kringlooplandbouw. Hier staan bomen, zoals walnoten, struiken (waaronder hop) en kruiden (onder meer voor kruidenthee). Tevens is er teelt van aardappelen en wortelen voor de Almeerse voedselbank. Dit project laat samengaan van voedselvoorziening en ecosysteemherstel zien. 

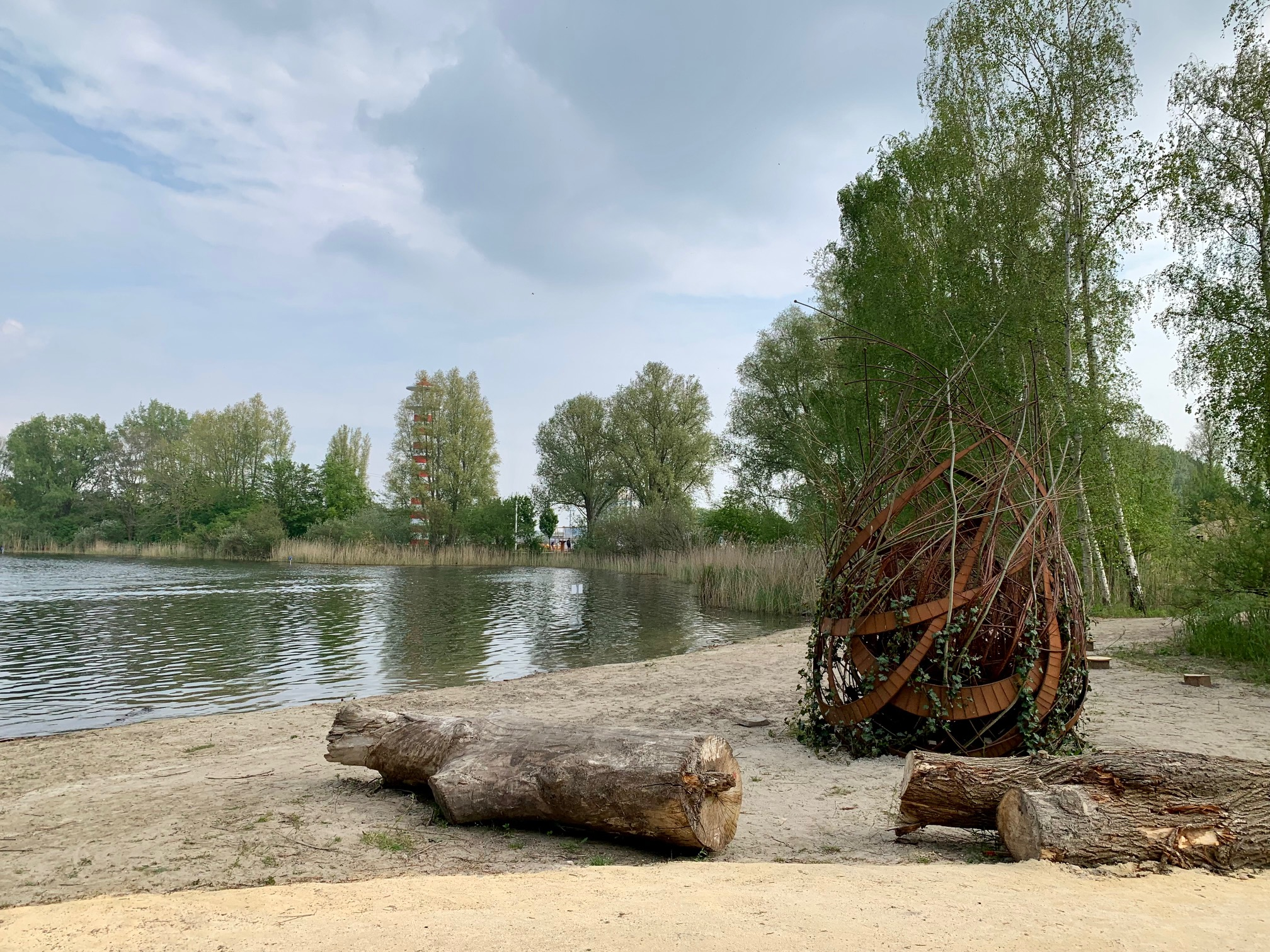
Utopia Island
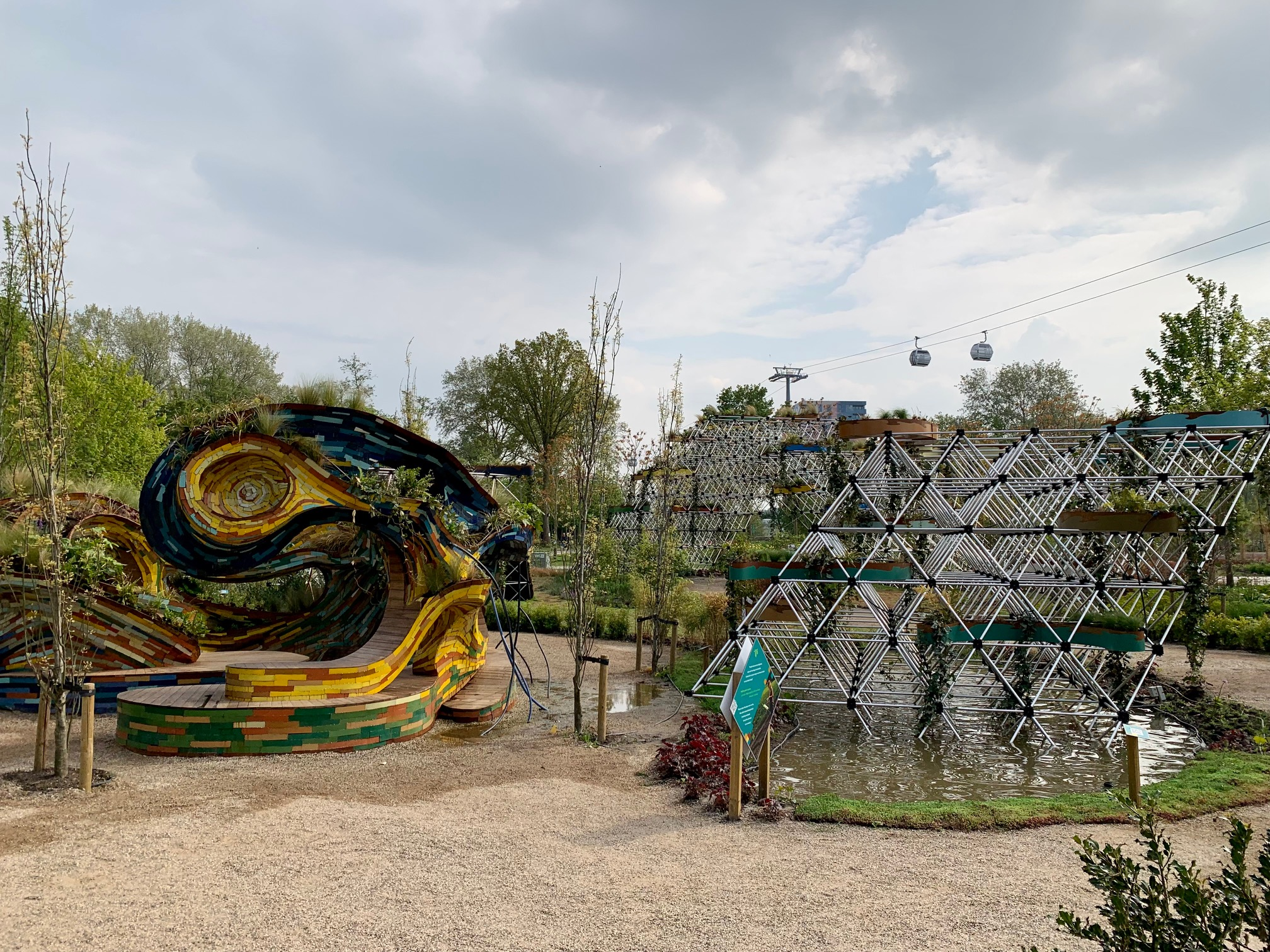
Green Island
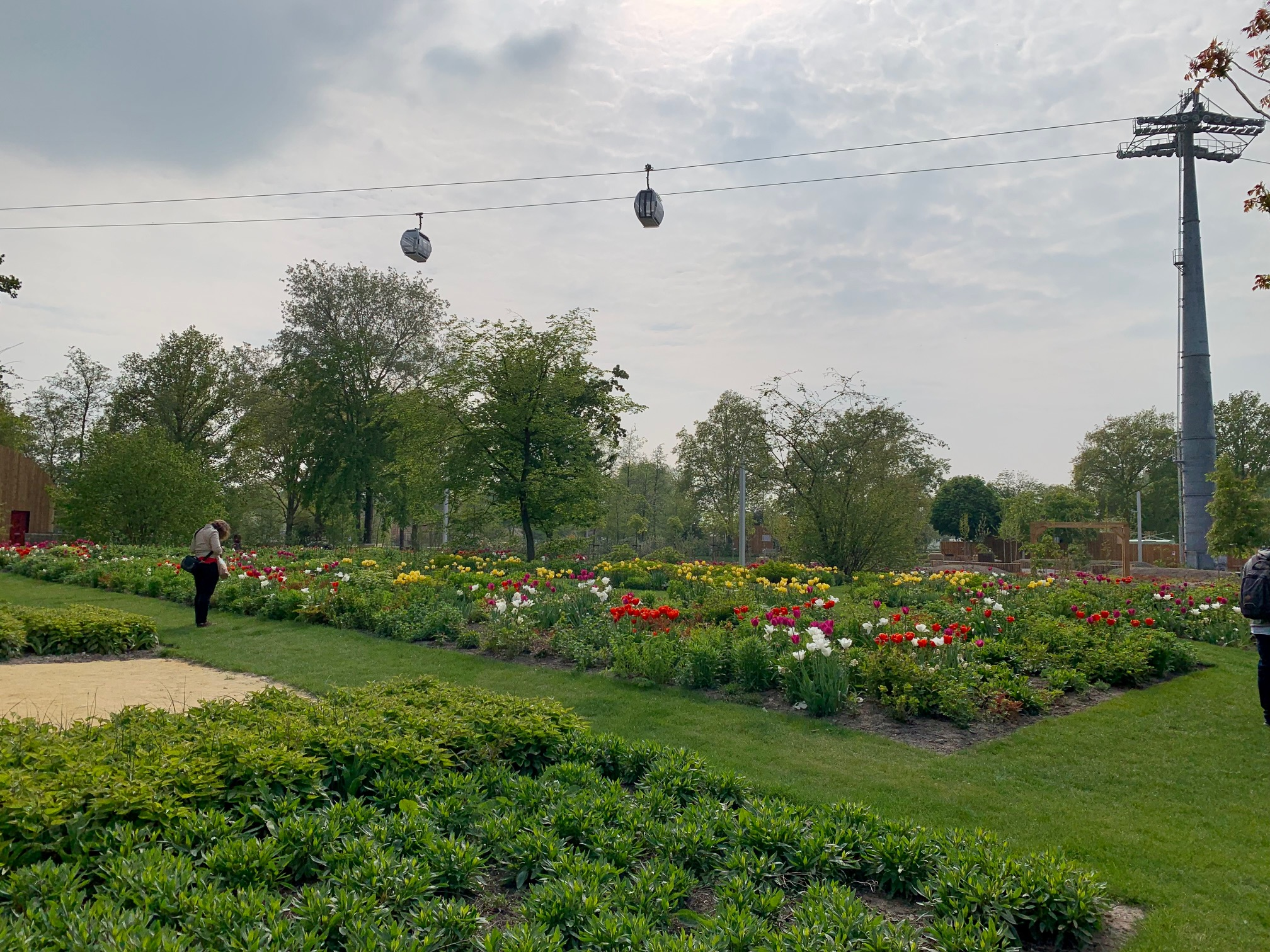
Tulpentuinen op Green Island

### Green Island
Green Island is de noordoosthoek van het terrein. Het was voor de Floriade een bebost ontoegankelijk eiland. Voor de Floriade is een deel van het eiland ingedeeld met percelen waar voornamelijk de tuinbouwsector haar paviljoens en tuinen had. Daarnaast was er ruimte voor ecologische woningbouw en een aantal landen, Marokko, Soedan, Jemen, Bolivia en Ecuador, en de cacaohandel hadden hier een bescheiden onderkomen. Vanaf het Green Island werd een brug gebouwd naar de naastgelegen Filmwijk. Bewoners moesten om het Weerwater heen lopen/rijden aangezien deze brug tijdens de Floriade alleen als nooduitgang werd gebruikt.

### Urban District
Het Urban District op de plaats van de voormalige camping Waterhout was de locatie van de grote paviljoens rond een thema en van de landen: Nederland, België, Japan, Thailand, India, Soedan, Qatar, Suriname, Duitsland, Frankrijk, Italië, China, Turkije, Bangladesh en de Verenigde Arabische Emiraten. Luxemburg, Tsjechië, Cyprus en Oekraïne waren vertegenwoordigd met een tuin. De Aeres Hogeschool aan de westkant en het kunstpaviljoen aan de oostkant begrenzen het gebied.    

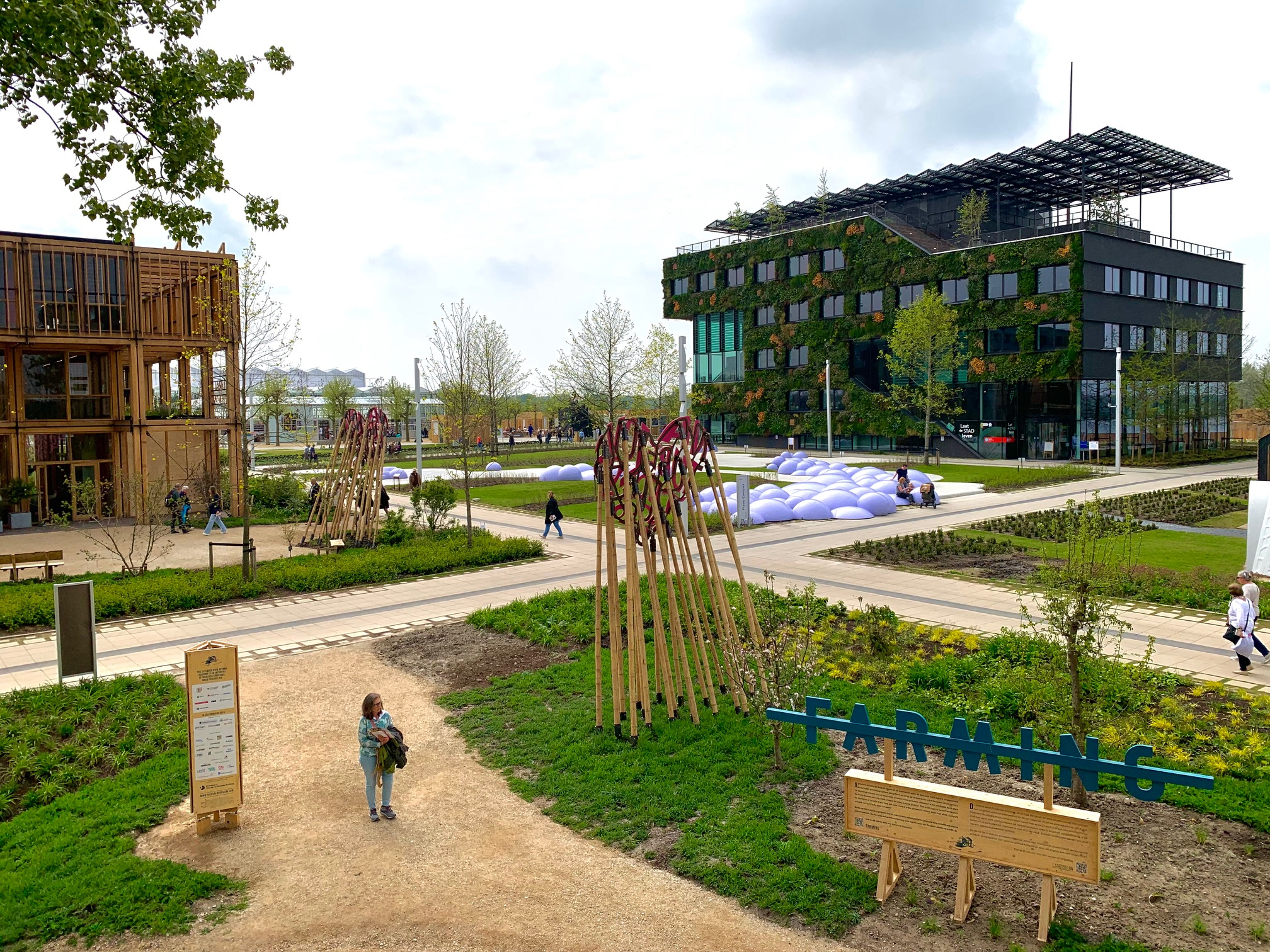
Het Urban District
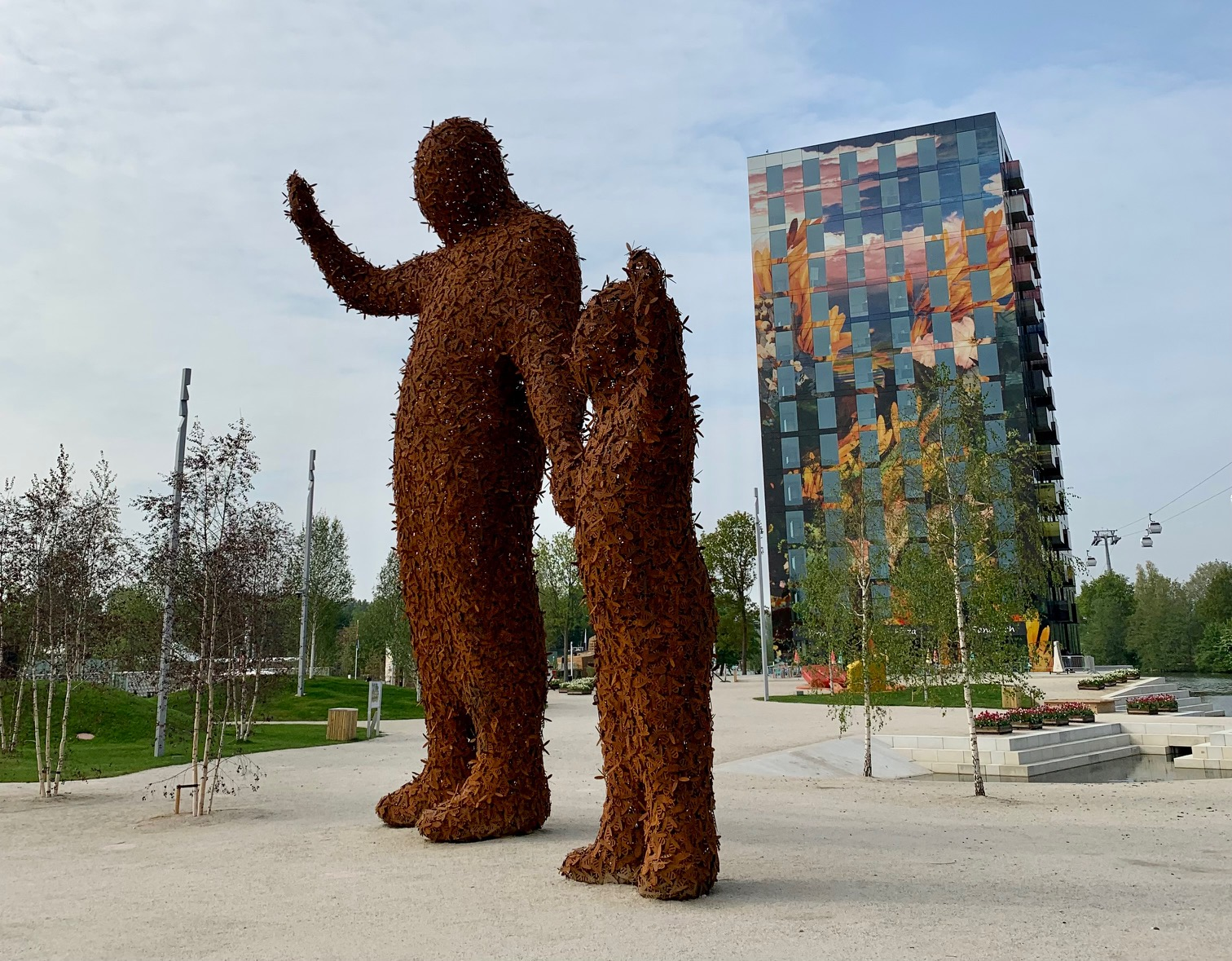
Flores torenflat
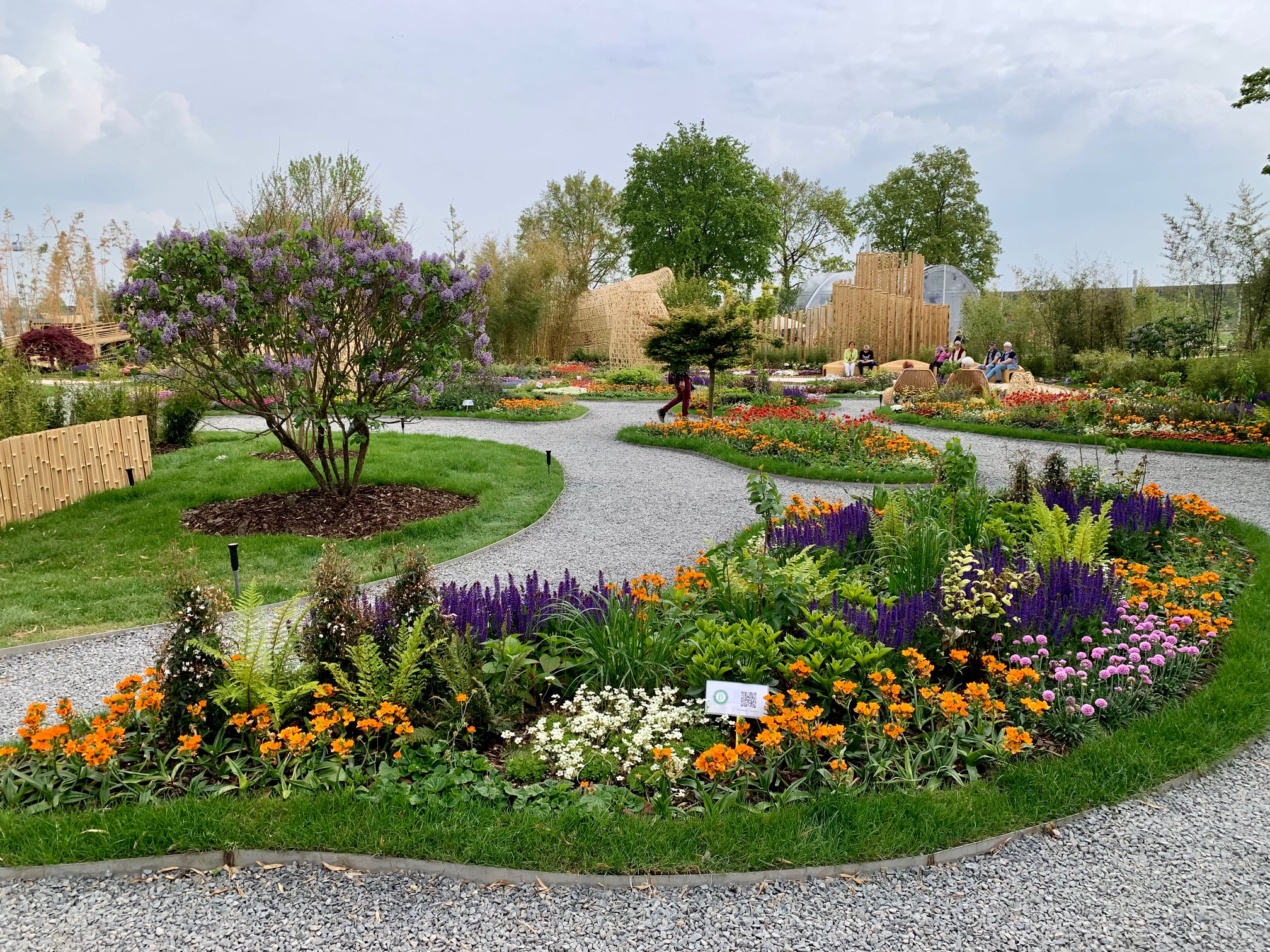
De Chinese tuin
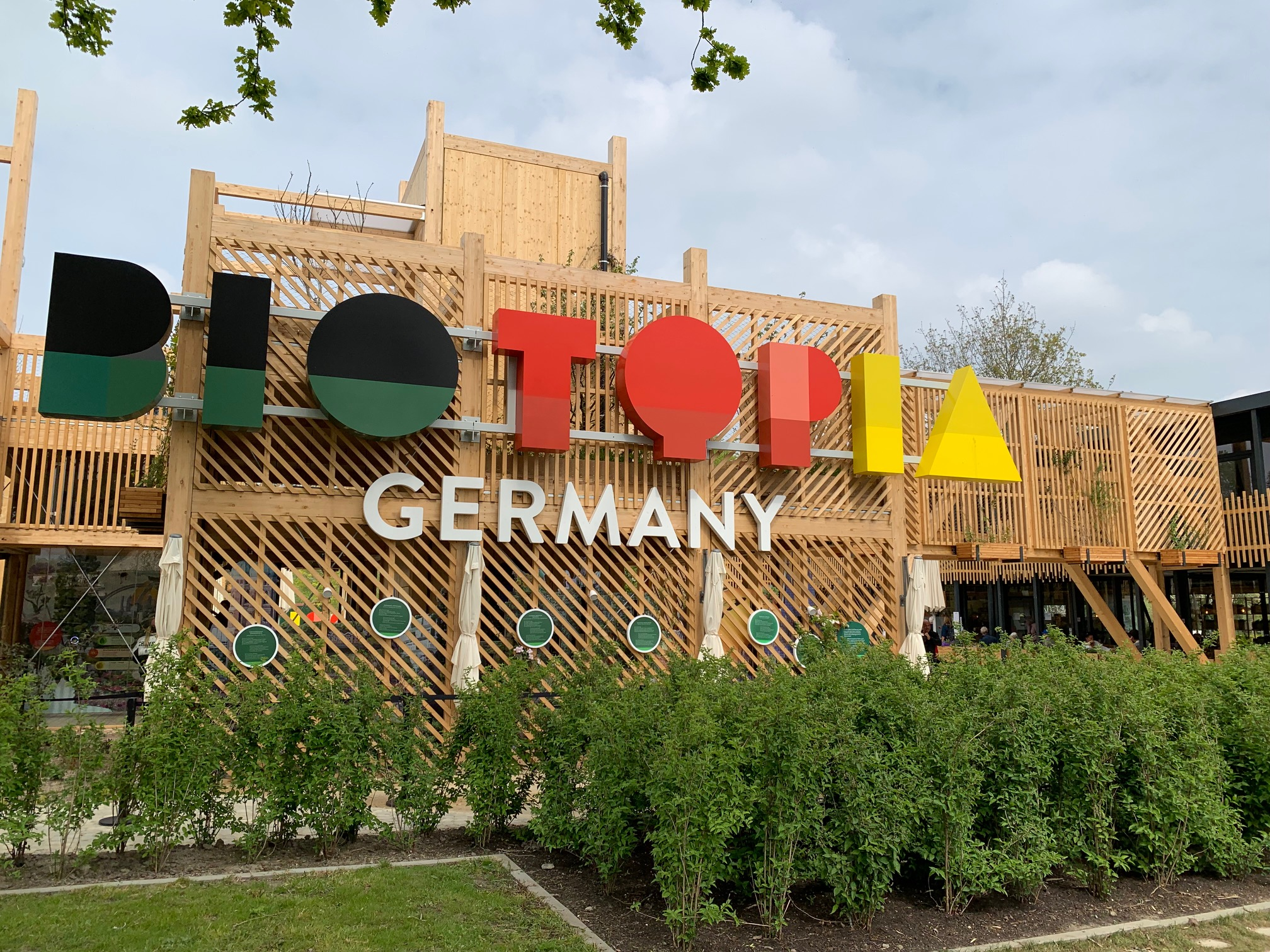
Paviljoen van Duitsland
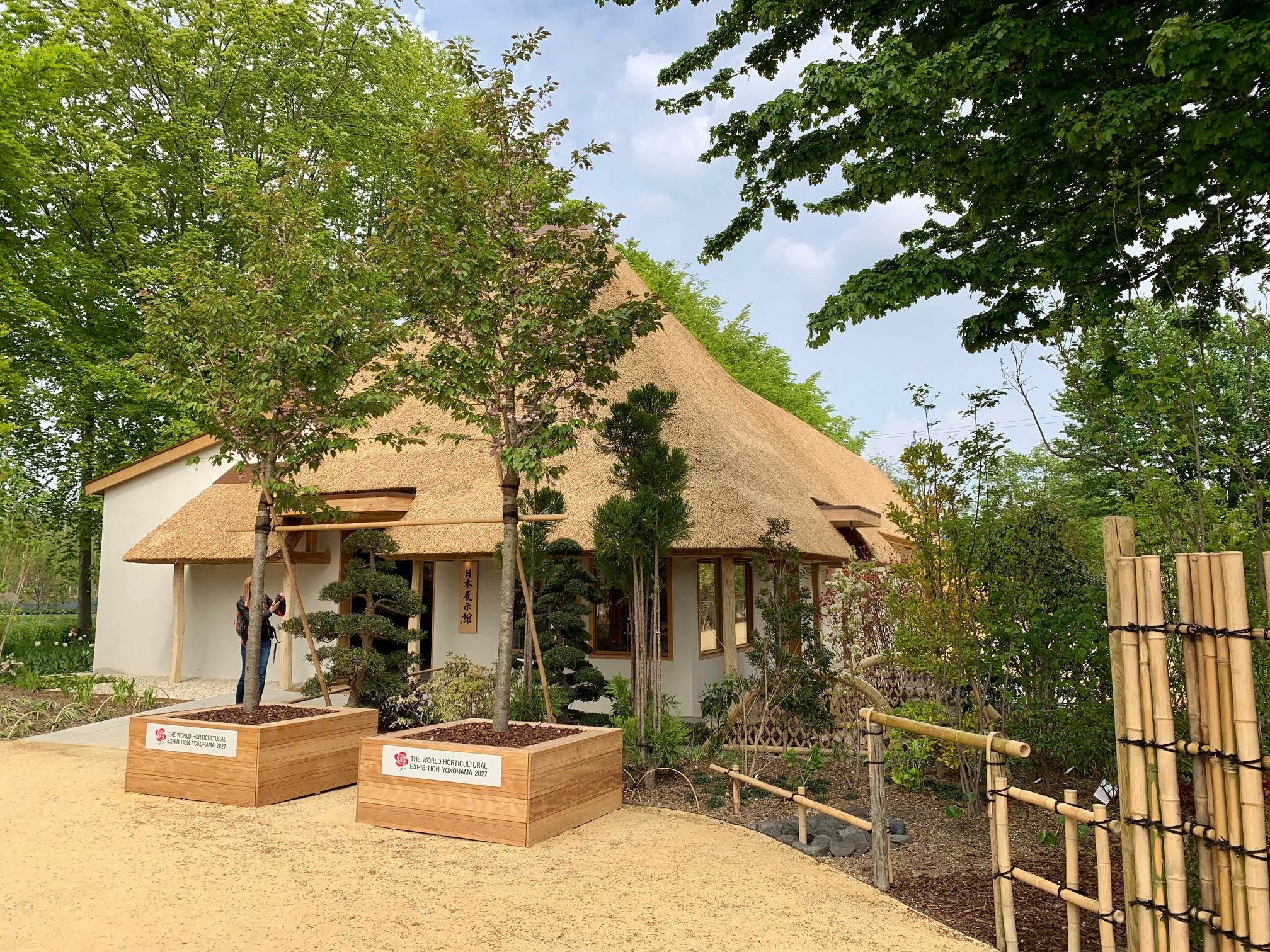
Paviljoen van Japan
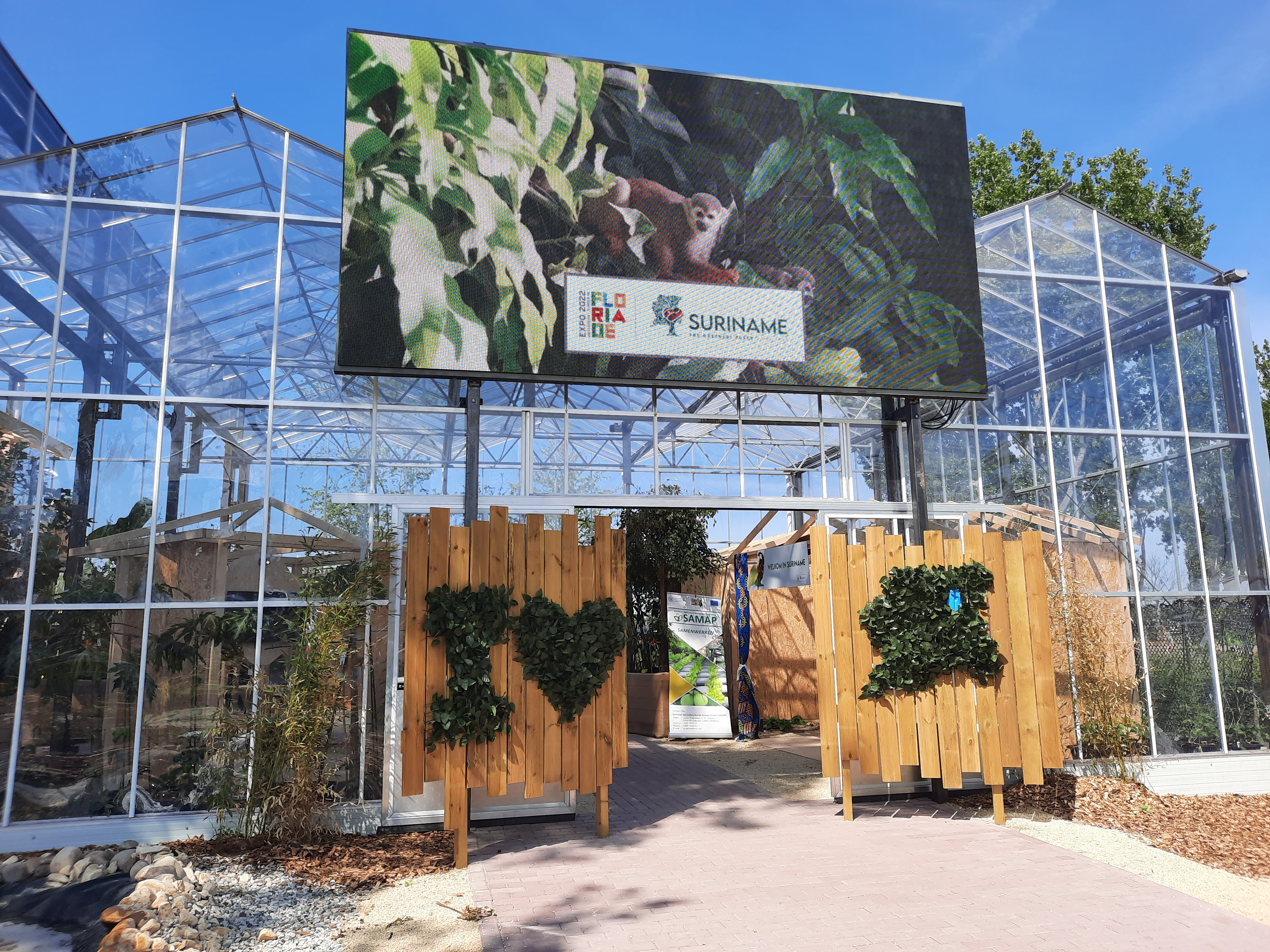
Paviljoen van Suriname

### Hortus Avenue
De Hortus Avenue wordt de hoofdweg van de geplande woonwijk en is al geheel ingericht als weg met busbaan die oost-west over het terrein loopt. Aan de avenue lagen diverse gebouwen voor bijeenkomsten, waaronder een kleine versie van Crystal Palace waar in 1851 de eerste wereldtentoonstelling plaatshad. Aan de westkant lag de grote kas waar diverse teelt methodes getoond werden en ook kleinere inzendingen een stand hadden. Woonzorgcentrum Flora aan de overkant van de straat is permanent en zal later worden aangevuld met de wijk Hortus.

### Eco District
Het Eco District is het deel van het terrein ten zuiden van de A6. Hier was ook de zuidelijke toegang aan de kant van Almere Haven. Deze toegang bij het zuidelijke kabelbaanstation was alleen toegankelijk voor bezoekers die per pendelbus vanaf het parkeerterrein in Almere Buiten kwamen. De bewoners van Almere Haven moesten echter omlopen/fietsen naar het Weerwater. Naast een informatiekeet, een toiletgebouw, een souvenirwinkel en een restaurant bij de ingang lag er een Italiaanse tuin rond het kabelbaanstation en aan de westkant tuinen met kruiden in verschillende kleuren.

## Woonwijk 'Hortus'
Na de expo krijgen de tijdelijke paviljoens, die een circulair karakter hebben, een nieuwe bestemming op het terrein van de wereldtuinbouwtentoonstelling. Ze zijn herplaatsbaar of flexibel in gebruik. Het permanente vastgoed in de stadswijk krijgt na het evenement een nieuwe bestemming, als woonwijk. Het idee was de woningen te bouwen en te gebruiken als expo ruimtes, maar dat is niet gelukt. De voorlopige naam van de wijk is 'Hortus'. De letterlijke betekenis van Hortus is tuin, een verwijzing naar hortus botanicus. In 2018 spraken Almere en Weerwater CV, een door bouwbedrijven Amvest en Dura Vermeer opgericht vennootschap, af dat er 660 huizen gebouwd zouden worden. Almere kwam daar op terug en verlangde de bouw van een extra  woningen, tot 1300 meer. De partijen kwamen er niet uit en in voorjaar 2024 kocht Almere de Hortus terug voor een bedrag van 51 miljoen euro.
De stadswijk die na de Floriade op het terrein gerealiseerd diende te worden zou energieneutraal aangelegd moeten worden en rijk aan bomen, planten en bloemen. Het Arboretum, een plantenbibliotheek naar ontwerp van landschapsarchitect Winy Maas, werd de basis van het Floriadepark. In de grote kas, The Green House, zagen bezoekers tijdens de Floriade wat bloemen, planten, groenten en fruit betekenen voor consument en samenleving. Onder andere werd het telen van gewassen met toepassingen van innovaties zoals drones, robots, sensoren en verticale tuinbouw getoond. Het Groene Stad Arboretum bleef na het evenement behouden voor de nieuwe stadswijk waar de kavels volgens plan omzoomd zouden moeten worden met behoud van de alfabetisch aangeplante bomenverzameling.